# Theodoor Rombouts
Theodoor Rombouts (2. juli 1597 Antwerpen – 14. september 1637 sammesteds) var en flamsk figurmaler.
Romboult var uddannet af Abraham Janssens i fødebyen, senere i Italien, hvor storhertugen af Toscana tog sig af ham, og hvor han fik sit kunstneriske stempel. Hjemkommen til Antwerpen, hvor han opnåede stor anseelse, malede han adskillige altertavler. I Caravaggios ånd malede han også syngende og kortspillere i legemsstore figurer.

## Galleri
- Kortspillere, Royal Museum of Fine Arts, Antwerp
- Tandudtrækkeren, Pradomuseet
- Lutspilleren, Philadelphia Museum of Art